# Live in Japan (album de Primal Scream)
Pour les articles homonymes, voir Live in Japan.
Albums de Primal Scream
Evil Heat
(2002) Dirty Hits
(2003)
Live in Japan est le premier album live du groupe écossais de rock indépendant Primal Scream sorti le 8 juillet 2003 sur le label Sony Music Entertainment et uniquement destiné au marché japonais.

## Liste des chansons
| No  | Titre                  | Durée |
| --- | ---------------------- | ----- |
| 1.  | Accelerator            | 3:19  |
| 2.  | Miss Lucifer           | 2:36  |
| 3.  | Rise                   | 4:24  |
| 4.  | Shoot Speed/Kill Light | 4:43  |
| 5.  | Pills                  | 3:58  |
| 6.  | Autobahn 66            | 5:40  |
| 7.  | City                   | 3:18  |
| 8.  | Rocks                  | 3:31  |
| 9.  | Kowalski               | 5:16  |
| 10. | Swastika Eyes          | 6:01  |
| 11. | Skull X                | 4:18  |
| 12. | Higher Than The Sun    | 6:53  |
| 13. | Jailbird               | 3:43  |
| 14. | Movin' On Up           | 5:00  |
| 15. | Medication             | 3:41  |
| 16. | Born to Lose           | 3:15  |